# Parafia Najświętszej Rodziny w Szczecinie
Parafia pod wezwaniem Najświętszej Rodziny w Szczecinie – parafia należąca do dekanatu Szczecin-Dąbie, archidiecezji szczecińsko-kamieńskiej, metropolii szczecińsko-kamieńskiej. Jedna z parafii rzymskokatolickich w Szczecinie, Została erygowana w 1947. Mieści się przy ulicy Klonowej.